# Concattedrale di Ferrol
La cattedrale di San Giuliano (in spagnolo: Concatedral de San Julián; in galiziano: Concatedral de San Xiao) si trova a Ferrol, in Spagna, ed è la concattedrale della diocesi di Mondoñedo-Ferrol.

## Storia
Il tempio è stato progettato dall'ingegnere e architetto navale Julián Sánchez Bort a partire dall'anno 1763. La costruzione è iniziata nel 1765 sui resti di una vecchia chiesa romanica, per completarsi nel 1772. Questo tempio è stato progettato per il nuovo quartiere che sorgeva nella città di Ferrol. Il 9 marzo del 1959, in virtù di una bolla di Giovanni XXIII, è stata elevata a concattedrale.
Non è chiaro a quale san Giuliano sia dedicata la chiesa. Per la Diocesi di Mondoñedo-Ferrol il santo titolare è rappresentato nel retablo dell'altar maggiore e viene celebrato il 7 gennaio. Le due indicazioni sono però discordanti: nella pala d'altare compare san Giuliano l'ospitaliere, mentre il santo celebrato il 7 gennaio è san Giuliano di Toledo. All'incertezza dell'attribuzione contribuisce anche la presenza di statue dedicate ad altri santi omonimi: Giuliano e Basilissa ai due lati del retablo, e Giuliano di Brioude nel coro.

## Descrizione
La chiesa è considerata neoclassica, ma ha la particolarità di avere il suo impianto a forma di croce greca e non latina. La struttura della chiesa è organizzata intorno ad una cupola sostenuta da quattro spesse colonne ioniche, che si aprono alle singole cappelle coperte con volta a botte. La facciata principale è fiancheggiata da due torri sormontate anch'esse da cupole, secondo modelli compositivi di manierismo.
Di Carlos do Porto è la grande pala d'altare dedicata all'eucaristia, affiancata da due pale laterali: una raffigura Cristo della Misericordia, l'altra la Madonna con la scultura lignea della Vergine del Rosario; e quattro pale minori sono alloggiate nelle cappellette. La chiesa non appartiene ad alcun ordine religioso.